# Cypa
Cypa là một chi bướm đêm thuộc họ Sphingidae.

## Các loài
- Cypa bouyeri - Cadiou 1998
- Cypa claggi - Clark 1935
- Cypa decolor - (Walker 1856)
- Cypa duponti - Roepke 1941
- Cypa enodis - Jordan 1931
- Cypa ferruginea - Walker 1865
- Cypa kitchingi - Cadiou 1997
- Cypa latericia - Inoue 1991
- Cypa luzonica - Brechlin, 2009
- Cypa terranea - (Butler 1876)
- Cypa uniformis - Mell 1922